# Saastna
Koordinaten: 58° 43′ N, 23° 34′ O
Saastna (deutsch Sastama) ist ein Dorf (estnisch küla) in der Landgemeinde Lääneranna im Kreis Pärnu (bis 2017: Landgemeinde Lihula im Kreis Lääne).

## Einwohnerschaft und Lage

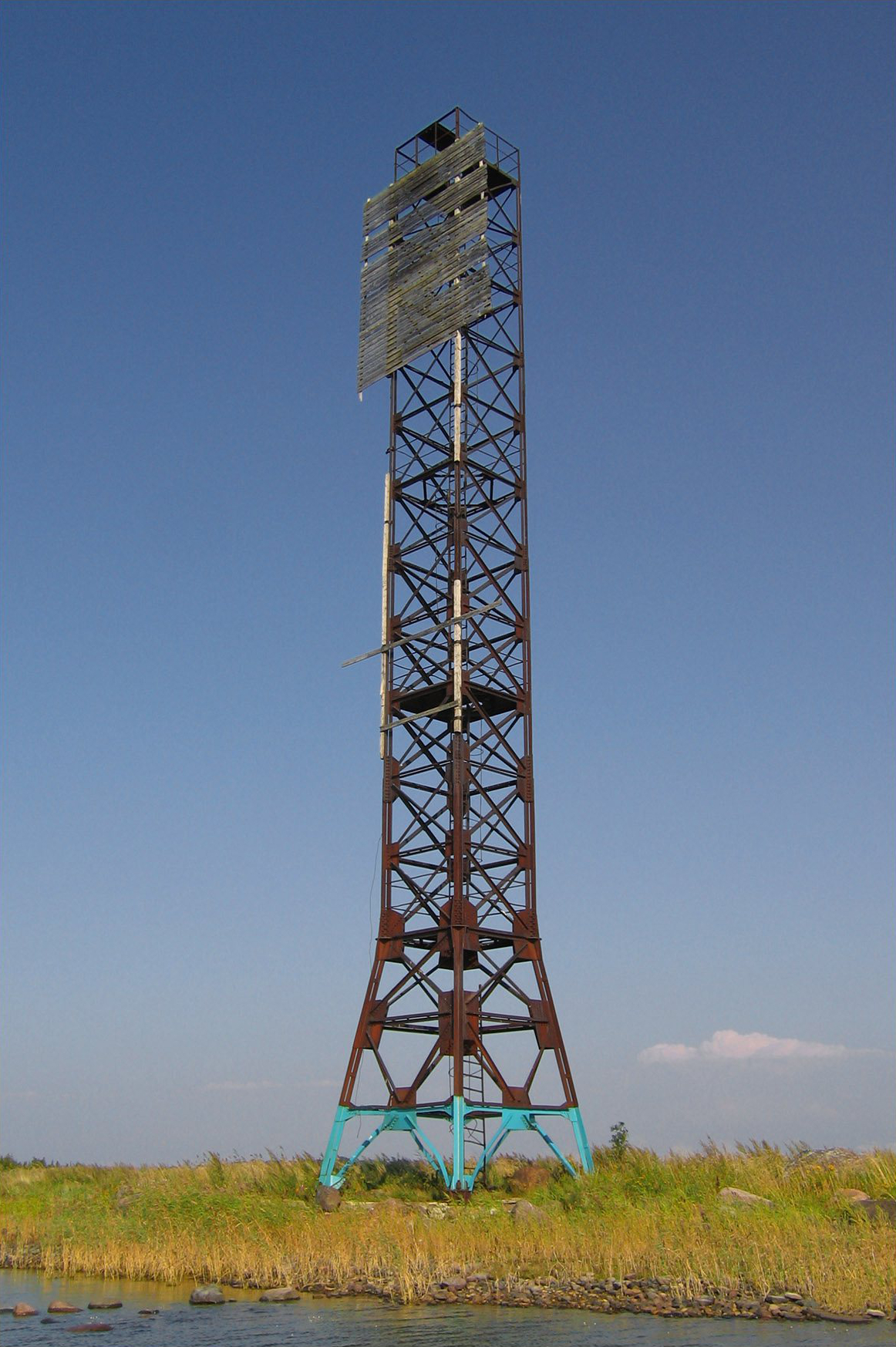
Bake bei Saastna

Der Ort hat 19 Einwohner (Stand 31. Dezember 2011). Er liegt auf der gleichnamigen Halbinsel (Saastna poolsaar) an der Ostsee. Die Entfernung nach Haapsalu beträgt 23 Kilometer.
Das Dorf ist Teil des Nationalparks Matsalu. Erst im 16. oder 17. Jahrhundert wurde die Insel durch Hebung des Landes zur Halbinsel.
Nördlich des Ortes liegt der beschauliche Hafen (Saastna sadam). Er hat fünfzehn Liegeplätze für kleinere Boote.

## Geschichte
1254 wurde die Gegend als insula Saast dem Livländischen Orden zugeteilt. Er vertrieb die estnischen Küstenbewohner, die sich auf Seeräuberei spezialisiert hatten, ins Landesinnere. Der Orden siedelte an der Küste schwedische Fischerleute an.
Das Dorf Saastna wurde erstmals 1320 unter dem Namen Sastrennenne urkundlich erwähnt. Auf dem Hügel Porimägi soll sich dem Volksglauben nach das Grab des legendenhaften Svea-Königs Ingvar befinden. Er soll im 7. Jahrhundert während eines Kriegszugs in der Region gefallen sein. Die im Volksmund tradierte Geschichte förderte sicher die Ansiedlung schwedischer Bewohner.
In dem Ort stand eine Kapelle, die dem heiligen Olav geweiht war. Sie ist heute nicht mehr erhalten. Im Mittelalter war der Ort eine Pilgerstätte für Estlandschweden und für die Einwohner der Insel Gotland.

## Gut von Saastna
Ende des 17. Jahrhunderts wurde das Rittergut von Saastna gegründet. Es stand ab 1818 im Eigentum der adligen deutschbaltischen Familie Rennenkampff.
Das repräsentative Herrenhaus wurde zwischen 1760 und 1780 im Stil des Barock errichtet. Der Mittelteil mit seinen fünf großen Fenstern je Stockwerk war zweigeschossig und wurde von einem Dreiecksgiebel bekrönt. Die Seitenflügel waren eingeschossig. Zu dem Haus gehörte eine prunkvolle barocke Inneneinrichtung.
Letzter Eigentümer vor der Enteignung im Zuge der estnischen Landreform 1919 war Otto Gustav Constantin Edler von Rennenkampff (1858–1919). Das Herrenhaus verfiel während der sowjetischen Besetzung Estlands zusehends und war seit den 1970er Jahren nur noch Ruine. Heute sind lediglich die Mauern des Ostflügels erhalten.

## Persönlichkeiten
- David Reinhold von Sievers (* 1732 in Sastama, heute: Saastna; † 1814 in Preetz), deutscher Offizier, Landrat, Amtmann zu Cismar und Oldenburg und Präsident der Städte Neustadt in Holstein und Oldenburg.